# Dorcianus angulicollis
Dorcianus angulicollis là một loài bọ cánh cứng trong họ Cerambycidae.